# Dekanat Lubawa
Dekanat Lubawa – jeden z 24 dekanatów w rzymskokatolickiej diecezji toruńskiej.

## Historia
Dekanat lubawski niegdyś należał do diecezji chełmińskiej z siedzibą w Pelplinie. Od 25 marca 1992 roku przynależy on do diecezji toruńskiej. Obecny kształt dekanat uzyskał na przełomie 2001 i 2002 roku po reorganizacji struktur diecezjalnych. 

## Parafie

### Lista parafii (stan z 9 sierpnia 2025)[3]
| Lp | Miejscowość / parafia                                          | Proboszcz / administrator    | Zdjęcie |
| -- | -------------------------------------------------------------- | ---------------------------- | ------- |
| 1  | Grabowo parafia Wniebowzięcia Najświętszej Maryi Panny         | ks. Mariusz Matusiak         |         |
| 2  | Kazanice parafia św. Jakuba Apostoła                           | ks. Michał Napierała         |         |
| 3  | Lubawa parafia Nawiedzenia Najświętszej Maryi Panny i św. Anny | ks. Mariusz Zawacki          |         |
| 4  | Lubawa parafia św. Jana Chrzciciela i Michała Archanioła       | ks. kan. Marcin Staniszewski |         |
| 5  | Prątnica parafia św. Katarzyny Aleksandryjskiej                | ks. kan. Tomasz Mowiński     |         |
| 6  | Rożental parafia św. Wawrzyńca                                 | ks. Krzysztof Andrzej Górski |         |
| 7  | Sampława parafia św. Bartłomieja Apostoła                      | ks. Stanisław Guzowski       |         |
| 8  | Złotowo parafia św. Barbary                                    | ks. Jakub Maciejko           |         |